# Leptophyllum transsilvanicum
Leptophyllum transsilvanicum är en mångfotingart som beskrevs av Karl Wilhelm Verhoeff 1899. Leptophyllum transsilvanicum ingår i släktet Leptophyllum och familjen kejsardubbelfotingar. Inga underarter finns listade i Catalogue of Life.